# Гладков, Александр Константинович
Алекса́ндр Константи́нович Гладко́в (17 (30) марта 1912, Муром — 11 апреля 1976, Москва) — русский советский драматург и киносценарист.

## Биография
Отец Александра, муромский инженер Константин Николаевич Гладков, в феврале 1917 года был отозван с фронта и по общему демократическому списку избран городским головой Мурома, но после Октябрьской революции добровольно отказался от должности. Мать — Татьяна Александровна Доброхотова — выпускница Александровского института благородных девиц. В 1925 году семья переехала из Мурома в Москву, где Александр окончил 9-ю советскую трудовую школу Хамовнического района и стал работать театральным журналистом. С 1928 года он начал публиковаться: в газетах «Кино», «Рабочий и искусство», «Комсомольская правда», «Рабочая Москва»; в журналах «Новый зритель», «Советский театр». Сдружился с Алексеем Арбузовым, Валентином Плучеком, Исидором Штоком, Давидом Тункелем и другими впоследствии широко известными драматургами, режиссёрами и актёрами, в 1934—1937 годах работал в Театре имени Вс. Мейерхольда.
13 мая 1939 года был осуждён на год исправительно-трудовых работ за кражу книг из библиотеки имени Ленина. Отбывал он наказание условно или в местах заключения — неизвестно.
Первая пьеса Гладкова — героическая комедия в стихах «Давным-давно» (первоначальное название — «Питомцы славы») была написана в 1940 году, премьера состоялась 7 ноября 1941 года в осаждённом Ленинграде. Её ставили многие фронтовые бригады и театры в тылу. Постановка пьесы в 1943 году в Центральном театре Красной Армии была отмечена Государственной премией. В День Победы, 9 мая 1945 года, спектакль шёл в Большом драматическом театре. Пьеса была переведена на многие языки, послужила основой для популярной музыкальной комедии «Голубой гусар» (композитор Н. Рахманов) и киносценария самого Гладкова; режиссёром Эльдаром Рязановым в 1962 году по ней был снят фильм «Гусарская баллада». Либретто балета Тихона Хренникова «Гусарская баллада» (1978) написано Олегом Виноградовым по мотивам пьесы «Давным-давно», он же и предложил композитору — автору музыки к спектаклю по пьесе Гладкова в театре Красной Армии в 1940-е годы и к кинокартине «Гусарская баллада» в 1960-е — создать музыку к балету на основе этих работ.
Патриотическая тема борьбы с неприятелем, но уже на материале Великой Отечественной войны, была продолжена в драме «Бессмертный» (1941, в соавторстве с Арбузовым), драматических этюдах «Неизвестный матрос», «Нахал», «Новейший метод» (1942). Поставленная в 1945 году пьеса «Новогодняя ночь» («Жестокий романс») была осуждена постановлением ЦК ВКП(б) и названа официальной критикой «слабой и безыдейной», уводящей в мир «фальшивых переживаний».
В 1948 году была написана пьеса «До новых встреч», постановка которой была осуществлена лишь в 1955 году, поскольку в конце 1948 года Гладков был арестован «за хранение антисоветской литературы» и отправлен в Каргопольлаг. Работал в лагерном театре. Вышел на свободу в 1954 году.  Через пять лет был восстановлен в Союзе писателей СССР.
Известно, что от Гладкова требовали «отречения» от Мейерхольда, чьим добровольным биографом он был, но Гладков остался верен человеку, которого называл своим учителем. Один из солагерников Гладкова позднее писал:

Не могли его освободить ещё и потому, что он дружил в своё время с Мейерхольдом, и от этой дружбы не отказался.— Новый мир. — 1993. — № 6. — С. 161.
Не отказался Гладков и от арестованного в 1937 году брата Льва (1913—1949) — посылал письма и деньги, помогал его семье.
Александр Гладков — автор пьесы «Первая симфония» (постановка 1957); пьесы об альпинистах «Ночное небо» (постановка 1959, опубликована в 1978), пьесы «Молодость театра» (постановка 1971, опубликована в 1978), рассказывающей о московской театральной жизни 1920-х годов, киноповести «Бумажные цветы» (1961, в соавторстве с Н. Д. Оттеном), драмы о Дж. Г. Байроне «Возвращение в Миссолунги» (1957—1972, под разными названиями: «Смерть Байрона», «Путь в Миссолунги», «Последний год Байрона», «Последнее приключение Байрона»; опубликована в 1978). Писал сценарий «Наташа Ростова» — пьесу по мотивам романа Льва Толстого «Война и мир».
Жена — То́рмозова Антонина Антиповна (1919—1981), актриса. Дочь — Гладкова Татьяна Александровна (1959—2014).
Фактической женой в последние десятилетия жизни Гладкова была актриса Эмма Попова.
Александр Гладков умер от сердечного приступа в своей квартире на 65-м году жизни. Тело было кремировано, урна с прахом захоронена в колумбарии 1А Донского кладбища.

## Экранизации произведений
- 1962 — «Гусарская баллада»,
- 1964 — «Возвращённая музыка»: о истории гибели и воссоздания Первой симфонии Сергея Рахманинова,
- 1967 — «Зелёная карета»: о судьбе петербургской актрисы первой половины XIX века Варвары Асенковой,
- 1969 — «Невероятный Иегудиил Хламида»: о начале литературной деятельности М. Горького.

## «Гладковский вопрос»
Эльдар Рязанов в мемуарной книге «Неподведенные итоги» (глава «Автора!») выражает (и аргументирует) свою твердую убежденность в том, что Гладков не является подлинным автором пьесы «Давным-давно». На эту мысль его навел Юрий Шевкуненко (автор пьесы «Серёжка с Малой Бронной» и один из руководителей Мосфильма в хрущевские времена). Будучи участником постановки пьесы в 1942 г. (исполнял роль Винсенто Сальгари), тот говорил, что «когда надо было что-то переделать в тексте или написать несколько новых строк, он [Гладков] не мог… Скрывался куда-то. Так Алексей Дмитриевич [Попов, главный режиссёр ЦТКА] и не сумел из него ничего выжать, ни одной строчки, ни одной строфы… Если ты действительно хочешь ставить „Давным-давно“, садись за сценарий сам».
Большинством комментаторов (С. Шумихин, К. Богомолов, М. Михеев) мнение Рязанова опровергается. Не подтверждает написанного Рязановым и Алексей Попов на страницах, посвященных постановке пьесы. В своём дневнике за 1940 год (запись от 11 января) Гладков, размышляя о темах для пьес, упоминает и пьесу, основанную на истории Надежды Дуровой.